# 微笑は風のように
『微笑は風のように』（ほほえみはかぜのように）は、フジテレビ系列の「金曜劇場」（毎週金曜日22:00 - 22:54）の枠で、1984年（昭和59年）4月6日から同年5月11日まで放映されていたテレビドラマ。

## 概要
離婚した一人の女性が新たな人生を歩み出し、自立していく中で、真実の愛に目覚める。そんな女性の生き方を描いた。
41歳の塩崎千枝は、京都の大学教授の夫・南条庄一郎との煮え切らない生活に見切りをつけて離婚。京都を出て東京・本郷へ引っ越した。ところが10歳の息子の晋がトラックの引っ越し荷物に隠れてついて来ていた。引っ越した翌朝、千枝は結婚前に勤務していた「タケシタ」という会社の自分のかつての上司である川口の元を訪ねた。再就職の世話を頼んでいたその川口に、デザイナーの洋子を紹介してもらい、洋子の原宿のアトリエでパタンナーとして働くことになった。

## 出演
- 塩崎千枝：十朱幸代
- 坂上等：田中邦衛
  - 飲食店「とと」を経営。川口は大学のラグビー部時代のチームメイトであり、親友同士。
- 川口：梅宮辰夫
- 武村正史：大村波彦
  - ボクサー。千枝の隣の部屋の住人で、「とと」の従業員。
- 塩崎晋：山田克二
- ゆき：篠山葉子
  - 「とと」の常連客。
- 野島保夫：蟹江敬三
- 和江（坂上の元妻）：白川和子
- ：吉村奈見子
- ：せんだみつお
- 山形：松村達雄
- 洋子（デザイナー）：加賀まりこ
- 南条庄一郎：沢本忠雄

## スタッフ
- 脚本：砂田量爾
- 演出：小田切成明
- 主題歌：「愛待草」十朱幸代（作詞・作曲：伊藤薫、編曲：馬飼野俊一）